# Стрийна
Стри́йна — тітка, сестра батька або дружина стрия (батькового рідного брата). За походженням слово є прикметником («приналежна стрию»). Цей термін спорідненості поширений на Закарпатті, Прикарпатті та Галицькому Поділлі.
Материн брат називається вуйко, а його дружина — вуйна. Мамина або батькова сестра називається «тітка» («тета», «цьоця»), а її чоловік «вуйком», «дідом» або «дядьком».